# Бун (Айова)
Бун (англ. Boone) — город и административный центр одноимённого округа в тауншипе Де-Мойн в Айове в Соединённых Штатах Америки.
Население города составляло 12 460 человек по переписи 2020 года в США, что чуть меньше показателя 2010 года (12 661 жителей).

## История
Бун был основан в 1865 году американским предпринимателем Джоном Инсли Блэром. Вскоре там была построена железнодорожная станция Chicago and North Western Railway. Первоначально посёлок назывался «Montana»; но в 1871 году поселение было переименовано в Бун. Соседний город Бунсборо был зарегистрирован в 1866 году и был присоединён к Буну в 1887 году. Нынешнее название города — дань уважения герою Англо-американской войны 1812—1815 гг. Натану Буну (1780—1856), сыну первопоселенца и исследователя Дэниеля Буна.

## География
По данным Бюро переписи населения США, общая площадь города составляет 9,02 квадратных миль (23,36 км2), вся территория представляет собой сушу.
Это главный город микрополитического статистического ареала Бун, который охватывает весь округ Бун. Эта микрополитическая статистическая область вместе с метрополитическим статистическим ареалом Эймс, составляют большую комбинированную статистическую область Эймс-Бун.
Государственный парк Леджес расположен в четырёх милях к югу от Буна и является популярным местом отдыха.